# Étienne de Bonneuil
Pour les articles homonymes, voir Bonneuil.
Étienne de Bonneuil (ou Estienne de Bonnueill) est un architecte français du XIIIe siècle. 

## Biographie
Maître maçon (architecte) parisien, il est connu pour avoir travaillé d'abord à la construction de la cathédrale Notre-Dame de Paris comme successeur de Jean de Chelles (1270) avant d'être appelé, avec dix compagnons, en Suède, pour bâtir la cathédrale d'Uppsala (1287). Il signe alors un contrat, le 3 août 1287 qui le désigne comme architecte et y reste jusqu'en 1300.